# Zdenka Marković
Zdenka Marković (ur. 10 stycznia 1884 w Požedze, zm. 14 listopada 1974 w Zagrzebiu) – chorwacka pisarka. Badaczka i tłumaczka literatury polskiej. Studiowała w Zagrzebiu i Fryburgu. Autorka rozprawy doktorskiej poświęconej dramatopisarstwu Stanisława Wyspiańskiego (1914) oraz wielu esejów o literaturze polskiej, także przekładów utworów Marii Konopnickiej, Adolfa Dygasińskiego i Zofii Nałkowskiej. Ponadto tworzyła monografie z dziejów kultury chorwackiej, a także dzieła z zakresu prozy poetycznej i wspomnieniowej.